# 행당천
행당천(杏堂川)은 서울특별시 성동구 행당동 대현산에서 발원하여 성동교 서쪽에서 중랑천으로 흘러드는 하천이다. 이 하천은 1978~1979년 전 구간이 복개가 완료되었다.